# Sempronios Blesos
Los Sempronios Blesos  fueron una rama familiar de la gens Sempronia que ocupó distintos cargos públicos en la Antigua Roma durante la segunda mitad del siglo III a. C. y principios del siglo II a. C. Su relación con otras familias contemporáneas de la gens es desconocida.

## Historia
El primer representante de la familia fue Cayo Sempronio Bleso que alcanzó el consulado, la más alta magistratura del Estado romano, a comienzos de la segunda mitad del siglo III a. C. Descendientes suyos ocuparon distintos cargos durante la segunda guerra púnica, en la que uno de sus hijos, Tiberio Sempronio Bleso, murió durante un saqueo en lo que después fue la provincia de África. Ya avanzado el siglo II a. C., un homónimo del primer Sempronio Bleso, Cayo Sempronio Bleso, fue embajador del Senado en la ciudad de Abdera.

## Praenominaycognomen
Los Sempronios Blesos conocidos usaron los mismos praenomina que las principales familias de la gens: Cayo, Publio y Tiberio. No obstante esto, su relación con ellas es desconocida. El cognomen de esta familia, Bleso, significa «tartamudo».